# IONISx
IONISx este un furnizor de MOOC. IONISx lucrează cu universități și alte organizații, oferind cursuri de fizică, inginerie, științe sociale, afaceri, informatică, marketing digital și știința datelor, precum și în alte discipline.